# OM 665 "Superba"
La OM 665 "Superba" è una autovettura prodotta dalle Officine Meccaniche tra il 1923 e il 1934 nota per i suoi meriti sportivi e la sua affidabilità. Nella sigla “665” sono indicati con la prima cifra il numero dei cilindri del motore (6) e con le altre due la misura dell’alesaggio (65 mm).

## Storia del modello
La nuova vettura con motore 6 cilindri in linea venne presentata al Salone dell'Automobile di Milano 1923, un anno dopo la 469, e divenne il vertice della gamma della casa bresciana venendo battezzata "Superba"; grazie anche al successo riscontrato tra pubblico e addetti ai lavori.

Il telaio, basato su quello della più piccola 469, sfruttava uno schema a longheroni e traverse in acciaio stampato a "C" relativamente leggero e piuttosto avanzato per l'epoca. Su di esso vennero montate sospensioni ad assale rigido con molle a balestra semiellittica e ammortizzatori a frizione sia all'avantreno che al retrotreno. Lo sterzo era a vite senza fine e come comune all'epoca i freni erano a tamburo sulle quattro ruote con sistema brevettato Perrot. Vennero sviluppati due telai di lunghezze diverse: la versione S a passo corto (2800 mm), più adatto a carrozzerie sportive pensate per le competizioni, e la versione N a passo lungo (3100 mm), più utilizzata per berline chiuse, anche con carrozzeria Weymann, e torpedo fino a 6 posti. 

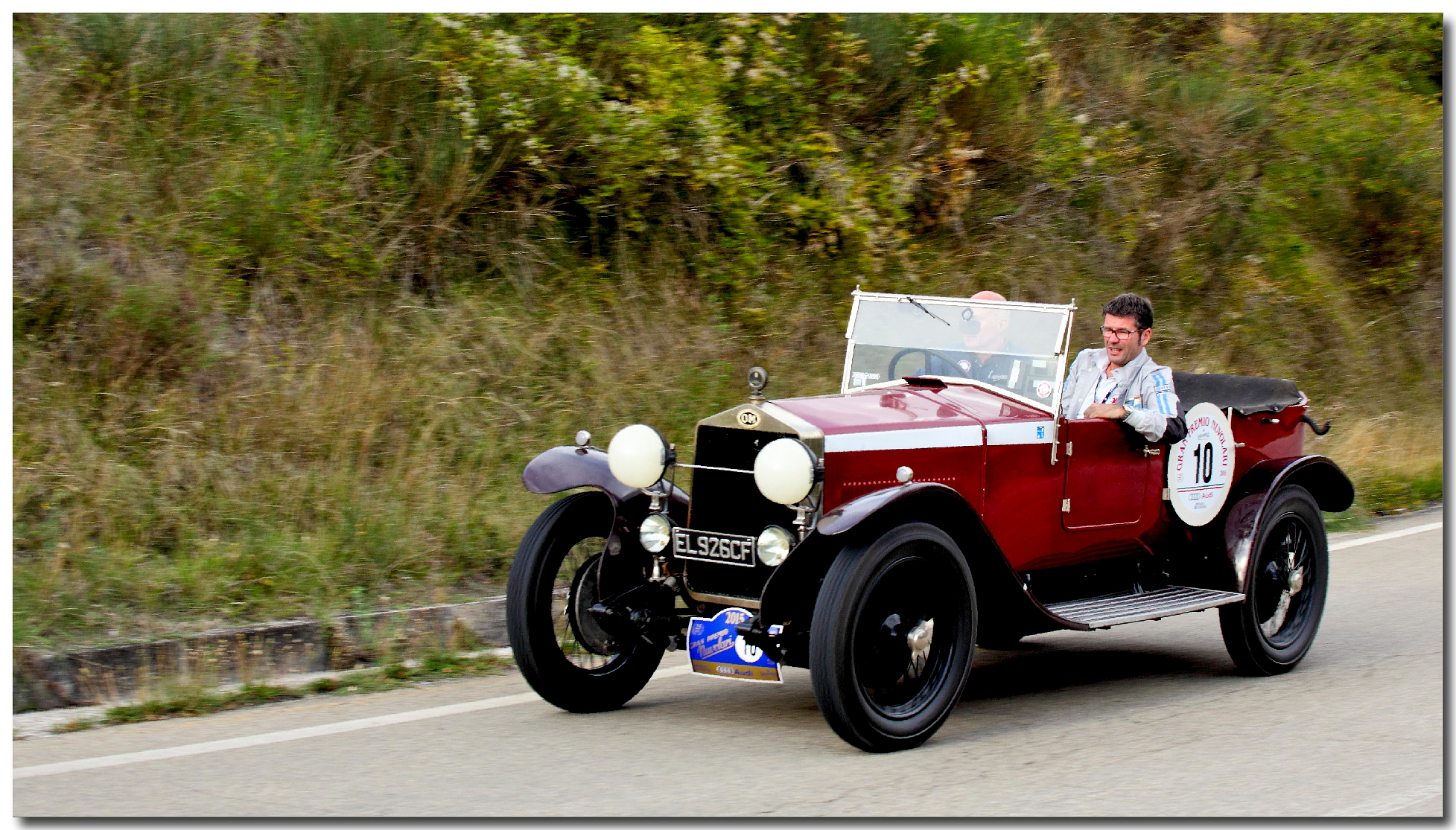
Una OM 665 SMM Superba 2.0 torpedo del 1926 in azione al Gran Premio Nuvolari

Anche il motore derivava dalla 469. Il 6 cilindri progettato da Ottavio Fuscaldo venne ricavato sostanzialmente aggiungendo due cilindri ai quattro del monoblocco 1500 cm³ portando la cilindrata a 1991 cm³ (alesaggio x corsaː 65 x 100 mm). Rispetto al 4 cilindri rimaneva invariato lo schema a valvole laterali comandate da un albero a camme nel basamento ma vennero progettati ex-novo monoblocco e albero motore a quattro supporti di banco per garantire la stessa affidabilità per cui era già nota la casa bresciana. La versione N era alimentata da un solo carburatore Zenith da 36 mm mentre la S da una coppia di carburtori Zenith da 30 mm ma entrambe sviluppavano 40 CV a 3000 giri/min. Con i successivi potenziamenti il motore raggiunse i 4500 giri/min, un valore notevole per un motore a valvole laterali.
Per contenere il peso la coppa dell'olio e la campana della frizione vennero realizzate in lega di alluminio, così come il parafiamma, e tutto l'autotelaio venne costruito ponendo molta attenzione nell'assemblaggio e nella qualità costruttiva delle componenti. Queste caratteristiche le consentivano di avere prestazioni paragonabili alla concorrenza, la N e la S raggiungevano rispettivamente i 100 e i 120 km/h di velocità massima con carrozzerie torpedo, anche se si trattava sempre di un'auto con motore a valvole laterali, meno potente e meno avanzato rispetto ai motori con le valvole in testa. L'auto divenne famosa per la sua affidabilità, per la sua agilità e per l'accelerazione vivace dovuta alla leggerezza.

La carrozzeria offerta dalla casa era una classica torpedo a 4 porte con due file di sedili rivestiti in pelle, come tipico dell'epoca il volante era a destra e sul cruscotto erano presenti i principali strumenti analogici a fondo bianco.

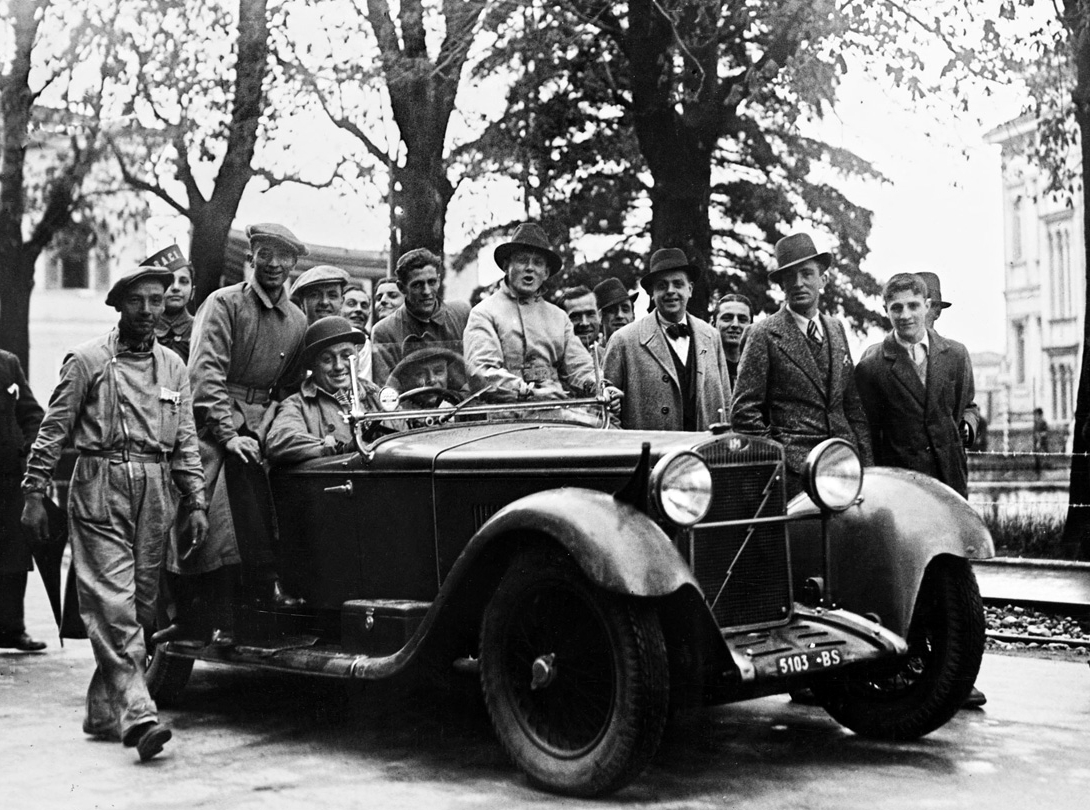
l'OM 665 Superba Cabriolet con Renzo Castagneto alla guida durante l'organizzazione della Mille Miglia a Brescia

Nel 1925 la Superba venne aggiornata facendo nascere le versioni N2 ed S2 caratterizzate dall'accensione a spinterogeno anziché a magnete, circuito di raffreddamento con pompa dell'acqua (solo sulla S), ammortizzatori a frizione Hartford (e poi Houdaille) e carreggiata posteriore allargata a 1430 mm.
Nel 1927 le versioni N2 e S2 vennero rimpiazzate dalle versioni N3/4 ed S3/4 dotate di pneumatici maggiorati (810 x 145) e carreggiate allargate ancora davanti e dietro; sulla N3/4 a 1420 mm e 1410 mm mentre sulla S3/4 a 1320 mm e a 1340 mm.
L'ultimo aggiornamento della 665 arrivò nel 1929 con le versioni N5 2.0 ed S5 2.2; la N5 ottenne piccole migliorie tra cui il cambio con ingranaggi conici anziché a denti dritti mentre la S5 venne potenziata fino a 55 CV aumentando la cilindrata a 2221 cm3 (alesaggio x corsaː 67 x 105 mm), montando carburatore Memini da 35 mm e pompa dell'acqua e accorciando ulteriormente il passo a 2790 mm.
Anche se non sono noti con precisione né il numero di esemplari esatti, né la data in cui l’ultima Superba venne prodotta nello stabilimento di Brescia è certo che la produzione di tutte le vetture OM cessò a causa dell'assorbimento della OM da parte della Fiat. Verosimilmente furono prodotti circa 3150 esemplari di OM 665 di tutte le versioni fino al 1932 anche se si hanno notizie di consegne effettuate, probabilmente con giacenze residue, fino all’inizio del 1934.

### Le OM in Inghilterra[7]

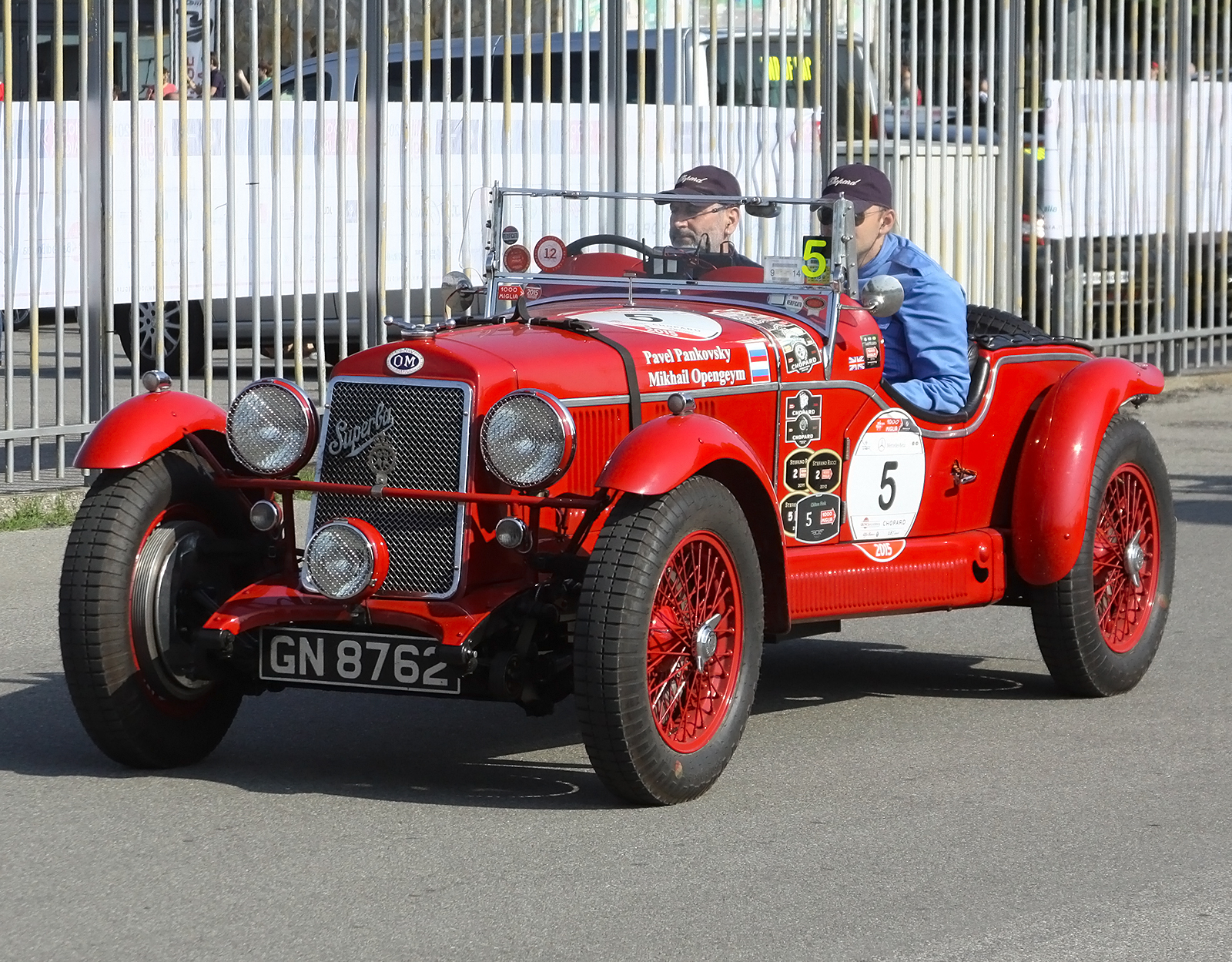
Una OM 665 Superba SSMM 2.35 Open Tourer Carrozzeria Sport SA del 1930 alla Mille Miglia 2015, questo esemplare ha corso per la squadra corse ufficiale OM in Inghilterra

Nel 1926 le OM godevano di successi sia nelle vendite che nelle competizioni in Italia e la fama si spinse anche oltre la Manica. L'importatore e concessionario OM inglese L. C. Rawlence & Company Ltd. si affidò al pilota e tecnico Richard F. Oats, già famoso per alcune vittorie di rilievo ottenute sul circuito di Brooklands, per migliorare le prestazioni delle Superba e consentirgli di primeggiare anche sulle piste inglesi. Venne costruito uno speciale monoblocco in ghisa con due candele per cilindro e una nuova testata alettata con valvole in testa a cui venne abbinato un compressore Roots che al massimo del suo sviluppo toccò i 95 CV. Anche lo chassis venne rivisto adottando telai accorciati e ribassati con ammortizzatori posteriori esterni, un radiatore inclinato e rapporti al ponte specifici ed erano disponibili, anche se meno diffusi, un cambio semiautomatico con preselettore e il servofreno a depressione Dewandre.
Tutto ciò rese le 665 inglesi radicalmente diverse da come uscivano dalla fabbrica a Brescia ma questi esemplari erano così validi che nel 1929 la casa madre applicò direttamente le modifiche inglesi alle vetture della squadra corse ufficiale e spinse la Rawlence ad aggiornare il proprio catalogo con potenziamenti ancora maggiori, raggiungendo i 95 CV. I successi in pista in Inghilterra però non arrivarono, con Oats relegato nelle parti basse delle classifiche. Alla fine del mandato ufficiale L.C. Rawlence & Co. Ltd. aveva importato circa 350 telai OM di tutti i tipi e talmente tante parti di ricambio da costruire alcune auto anche dopo il termine della produzione automobilistica nella fabbrica bresciana.

## Le OM 665 SMM e SSMMː le "Superba" sportive
Nel 1927 tre OM 665 S con carrozzeria torpedo ufficiali della casa ottennero una tripletta alla prima Mille Miglia. Per celebrare quella vittoria l'anno successivo venne presentato al Salone dell’Automobile di Milano un nuovo modello sportivo battezzato SMM, S Mille Miglia, con motore elaborato dotato di due carburatori Zenith da 36 mm con 55 CV di potenza a 3800 giri/minuto e una carrozzeria sportiva spider due posti montata su un telaio a passo accorciato fino a 2790 mm.

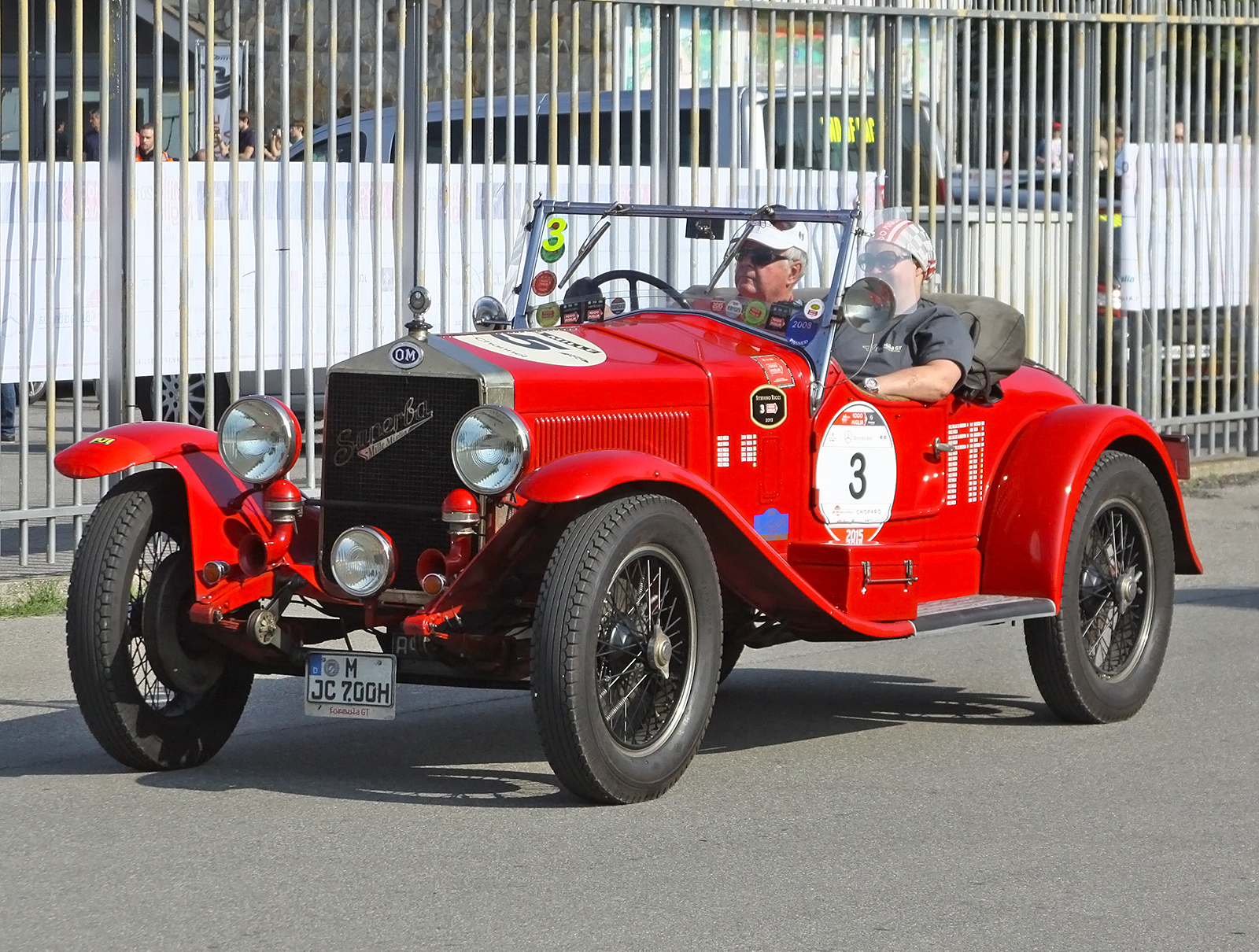
Una OM 665 Superba SMM 2.0 Spider del 1927 alla Mille Miglia 2015

Nel 1929 la SMM venne ulteriormente migliorata con modifiche più profonde al motore e al telaio. Il motore venne potenziato aumentando la cilindrata fino a 2221 cm3 (alesaggio x corsaː 67 x 105 mm) come sul modello S5 ma i due carburatori Memini Super da 36 mm e la testata alettata con valvole in testa (derivata da quella inglese di Rawlence) le consentivano di elevare la potenza fino a 65 CV a 4000 giri/minuto. Il telaio venne ribassato spostando le balestre delle sospensioni sotto il ponte posteriore e vennero montati pneumatici 28x550 più larghi per migliorare le qualità stradali. Così allestite le versioni SMM 2.2 con carrozzerie più sportive potevano superare i 120 km/h.
Dopo un secondo posto alla Mille Miglia 1928 dietro l'Alfa Romeo 6C 1500 SS con compressore la OM decise di rendere disponibile questo accessorio anche sulle sue Superba, sulla scia di quanto già fatto da Rawlence in Inghilterra. Venne lanciato quindi il nuovo modello SSMM 2.2 che a tutte le caratteristiche tecniche della SMM 2.2 aspirata aggiunse un compressore Roots, un monoblocco speciale in ghisa con doppia accensione (12 candele e doppio magnete per l'accensione nelle versioni da gara), una testata alettata con valvole in testa e pistoni bombati per raggiungere gli 80 CV a 4200 giri/min e toccare i 150 km/h di velocità massima.
Le Superba SMM e SSMM con carrozzerie sportive ottennero un buon successo commerciale tra i piloti e vennero impiegate nelle Mille Miglia a partire dall'edizione 1930, alla cui partenza si presentarono ben 25 modelli OM 665 SMM e SSMM 2.0 e 2.2 litri.
Nel 1931 il sistema di alimentazione a vuoto Autovac venne sostituito da una pompa per la benzina elettrica Autopulse.
La massima evoluzione delle Superba sportive arrivò nel 1930 quando la cilindrata del motore della 665 SSMM con compressore venne aumentata fino a 2.350 cm3 (alesaggio x corsaː 67 x 110 mm), si montarono anche un nuovo albero motore e nuove bielle e pistoni per raggiungere i 95 CV.

## Le competizioni

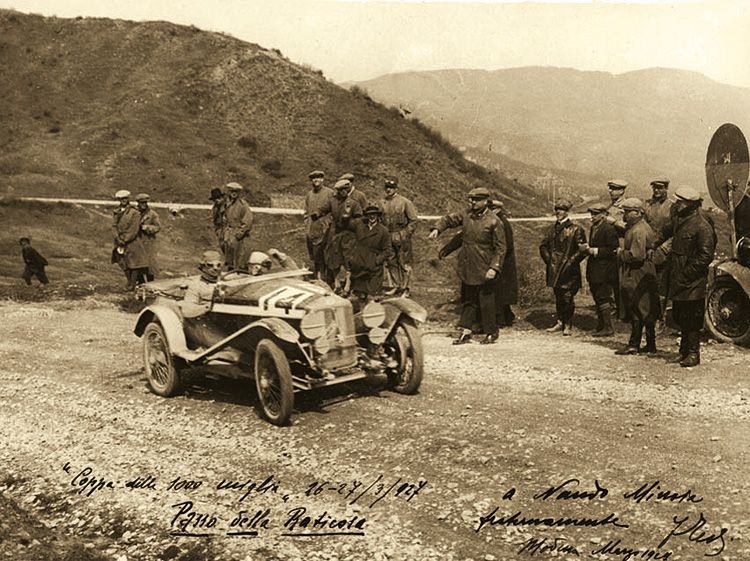
La OM 665 Superba S torpedo sportiva di Ferdinando Minoia e Giuseppe Morandi supera il passo della Raticosa sulla via della vittoria della prima Mille Miglia, 27 marzo 1927

La OM decise di gareggiare a scopo pubblicitario e per testare la qualità delle proprie vetture e, visti i buoni risultati ottenuti dalla 469, anche per la 665 Superba fu pensata una versione più sportiva, la S, seguita poi dalle SMM e SSMM, progettate espressamente per le competizioni.
Tra il 1924 e il 1927 la 665 S guidata da Renato Balestrero ottenne diversi piazzamenti a podio nei Gran Premi italiani, tra cui la vittoria alla Coppa Montenero e al Gran Premio di Tripoli; ottenne una vittoria di classe alla 12 ore di San Sebastian e un quinto posto assoluto alla Targa Florio 1925, dietro a quattro Bugatti.
L'evento principale del 1925, la 24 ore di Le Mans, vide tre OM 665 Superba schierate al via della classe sotto i 2 litri, pur avendo una cilindrata di 2005 cm³, anomalia mai spiegata ufficialmente, che si concluse con il quarto posto assoluto di Tino e Mario Danieli, seguiti dall'altra Superba di Giulio Foresti e Aimé Vassiaux. La terza vettura, guidata da Ferdinando Minoia e Vincenzo Coffani, si fermò per un problema all'81 giro, terminando in 25ª posizione.
Nel 1926 la squadra ci riprovò alla 24 ore di Le Mans, ottenendo la vittoria di classe nei 2 litri con Minoia e Foresti, quinti assoluti, seguiti dai fratelli Danieli. Ventunesimo il team di Balestrero e Frédéric Thelluson, che non completarono la gara per squalifica. In questa occasione venne consegnato alla scuderia il trofeo Rudge-Whitworth, premio biennale per l' "Index of Performance".

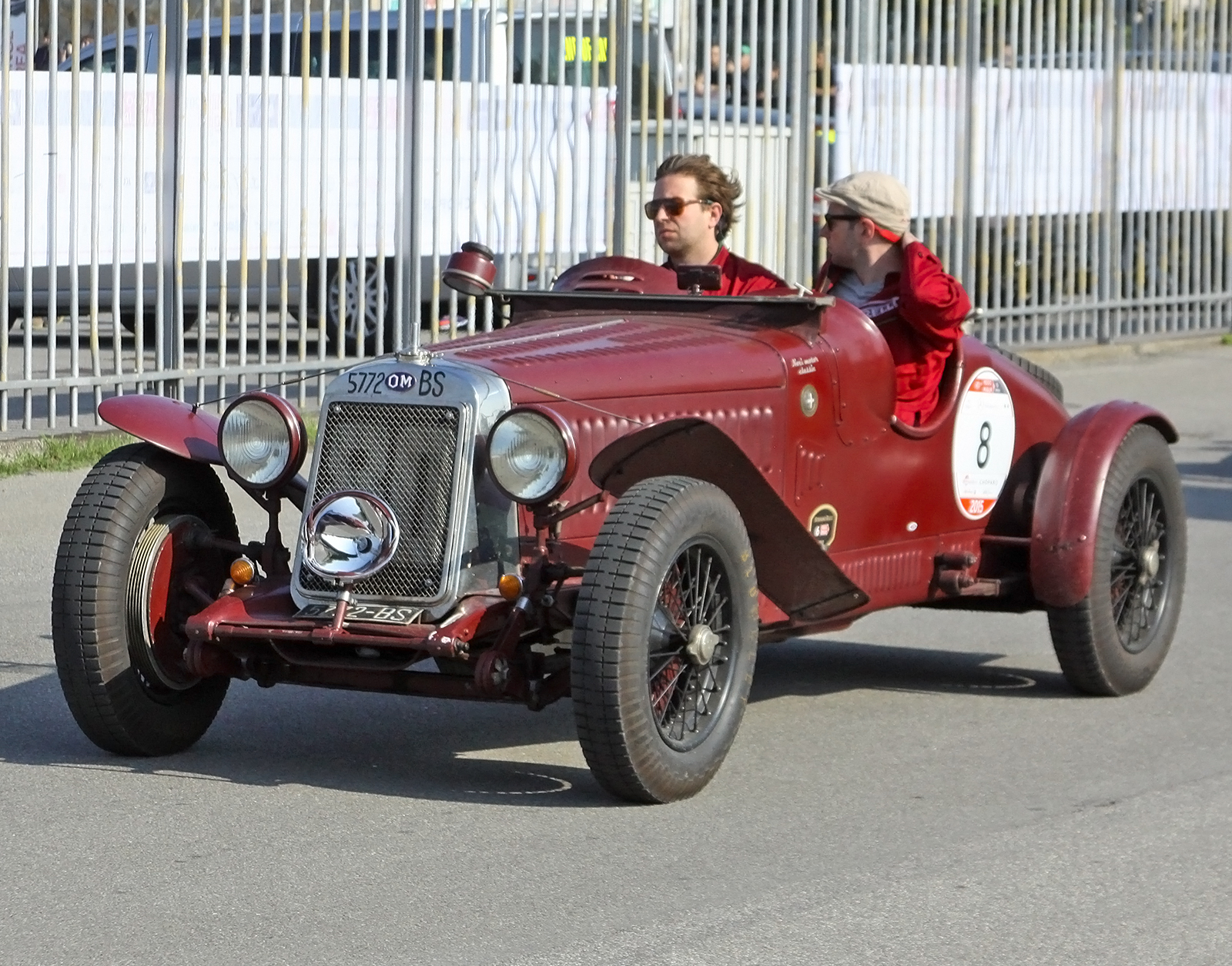
La OM 665 Superba SSMM 2.2 Spider 1930 alla Mille Miglia 2015; questo esemplare con targa BS 5772 ha fatto parte della squadra corse ufficiale OM

L'anno d'oro della 665 S Superba è il 1927, in cui l'intero podio della prima edizione della Mille Miglia venne conquistato dalla squadra ufficiale della casa bresciana, con l'equipaggio formato da Ferdinando Minoia e Giuseppe Morandi, seguiti da Tino Danieli e Renato Balestrero, e infine Mario Danieli e Archimede Rosa, confermando la validità del progetto e l'estrema affidabilità. La gara fu completata in 21h 04' 48" 1/5 alla velocità media di 77,238 km/h. Nello stesso anno Archimede Rosa e Guido d'Ippolito firmano una doppietta alla Coppa della Sila.
L'anno successivo la vittoria sfuggì alla vettura bresciana di Archimede Rosa e Franco Mazzotti per soli 8 minuti in favore dell'Alfa Romeo 6C 1500 SS Spider Zagato di Giuseppe Campari, però ben 8 vetture (alcune nel frattempo evolute nella versione 665 SMM) si piazzarono ai primi 8 posti della classe 2 litri.
Nel 1929 Morandi e Rosa confermarono il secondo posto assoluto alla Mille Miglia, ma ormai lo strapotere delle Alfa Romeo della Scuderia Ferrari non consentiva a una piccola casa come la OM di competere ad armi pari per la vittoria assoluta, per giunta con un modello con parecchi anni sulle spalle e un motore ormai inadeguato. L'ultima apparizione a podio della Superba nella corsa più bella del mondo è del 1931, con la versione SSMM 2.2 guidata sempre da Morandi e Rosa, piazzatisi terzi.
Nel 1930 la squadra ufficiale OM schierò tre 665 Superba SSMM 2.35 ufficiali per Gran Premio d'Irlanda di luglio e il Tourist Trophy di agosto disputatesi entrambi al Phoenix Park di Dublino ma entrambe le gare si conclusero male a causa di un impianto frenante di nuovo tipo rivelatosi pessimo.

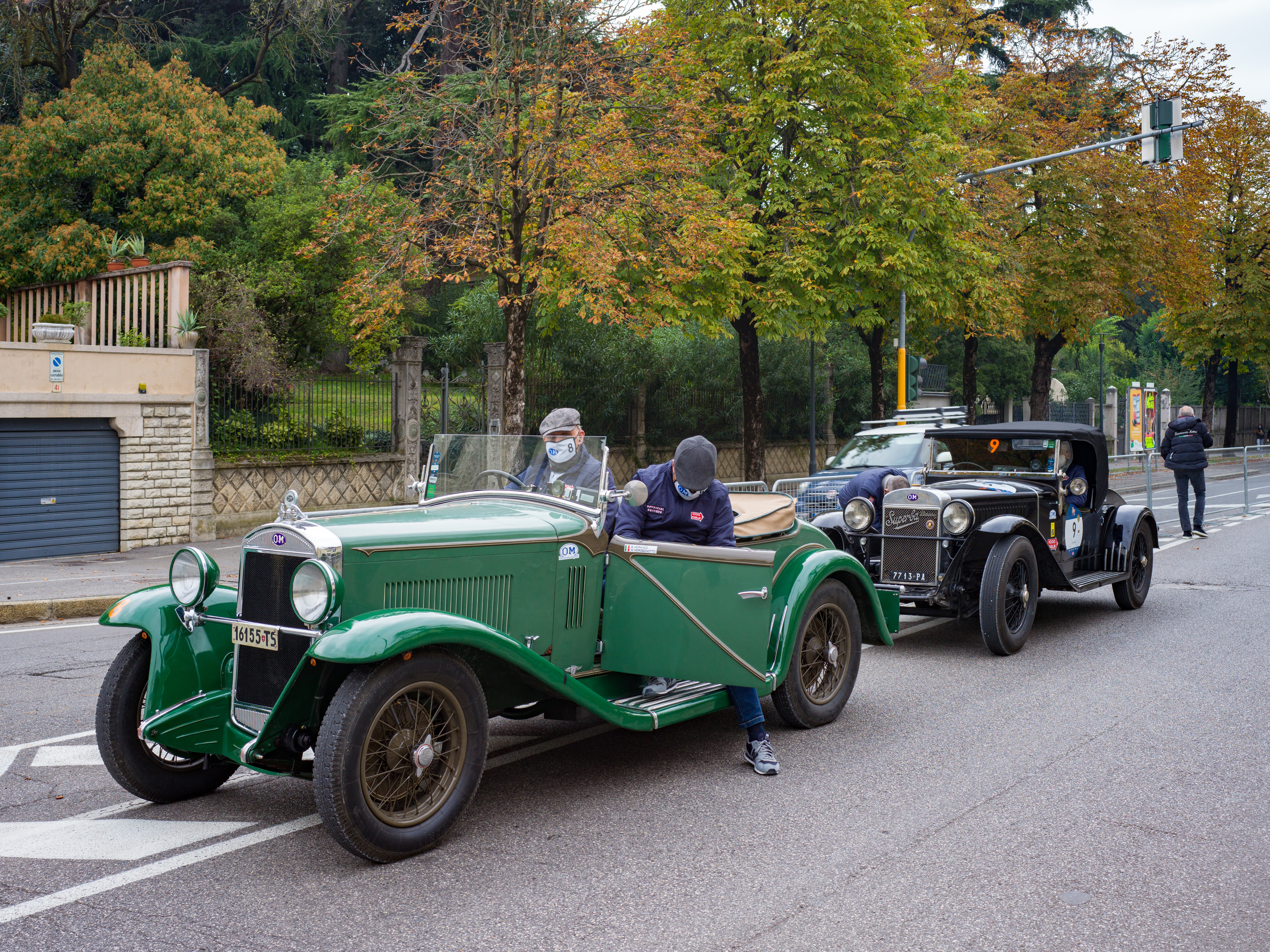
La OM 665 Superba M Cabriolet Carr. Moderna del 1929 e la OM 665 Superba S Spider del 1930 alla partenza della Mille Miglia rievocativa 2020

### Palmarès
| Anno | Data         | Gara                                     | Pilota                             |
| ---- | ------------ | ---------------------------------------- | ---------------------------------- |
| 1924 | 17 agosto    | Coppa Montenero                          | Renato Balestrero                  |
| 1924 | 31 agosto    | Circuito stradale del Mugello            | Giuseppe Morandi                   |
| 1925 | 18 aprile    | Gran Premio di Tripoli                   | Renato Balestrero                  |
| 1925 | 5 luglio     | Coppa Vinci                              | Renato Balestrero                  |
| 1925 | 19 settembre | 12 ore di San Sebastian (classe 2 litri) | Renato Balestrero                  |
| 1925 | 22 novembre  | Circuito Apuano                          | Renato Balestrero                  |
| 1926 | 2 maggio     | Coppa Vinci                              | Renato Balestrero                  |
| 1926 | 21 giugno    | 24 Ore di Le Mans (classe 2 litri)       | Ferdinando Minoia Giulio Foresti   |
| 1927 | 13 giugno    | Mille Miglia                             | Ferdinando Minoia Giuseppe Morandi |
| 1927 | 19 giugno    | Coppa della Sila                         | Archimede Rosa                     |
| 1928 | 1 aprile     | Mille Miglia (classe 2 litri)            | Archimede Rosa Mario Danieli       |
| 1929 | 7 aprile     | Circuito di Avellino                     | Giuseppe Morandi                   |
| 1929 | 28 aprile    | Giro di Sicilia                          | Archimede Rosa Trombetta           |
| 1929 | 12 maggio    | Coppa Messina                            | Giuseppe Morandi                   |
| 1929 | 11 agosto    | Circuito delle Tre Province              | Giuseppe Morandi                   |
| 1929 | 3 novembre   | Coppa di Crollanza                       | Archimede Rosa                     |
| 1930 | 27 aprile    | Giro di Sicilia                          | Giuseppe Morandi Archimede Rosa    |
| 1931 | 3 maggio     | Giro di Sicilia                          | Giuseppe Morandi Archimede Rosa    |
| 1932 | 31 maggio    | Giro del Sorrento                        | Vincenzo Azzone                    |